# Park River (North Dakota)
Park River ist eine Kleinstadt (mit dem Status „City“) im Walsh County im US-amerikanischen Bundesstaat North Dakota. Das U.S. Census Bureau hat bei der Volkszählung 2020 eine Einwohnerzahl von 1.424 ermittelt.

## Geografie
Park River liegt am gleichnamigen Fluss im Osten North Dakotas, rund 45 km westlich des Red River of North, der die Grenze zu Minnesota bildet. Das Stadtgebiet erstreckt sich über eine Fläche von 5,62 km².
Benachbarte Orte von Park River sind Crystal 27,8 km nordnordöstlich, Hoople (22,9 km nordöstlich), Grafton 25,5 km östlich, Pisek (12,1 km südsüdöstlich), Lankin (23,6 km südwestlich), Adams (26,2 km westlich) und Edinburg (19,9 km nordwestlich).
Die nächstgelegenen größeren Städte sind Winnipeg in der kanadischen Provinz Manitoba (203 km nordnordöstlich), Duluth in Minnesota am Oberen See (520 km ostsüdöstlich), Grand Forks (89,9 km südöstlich) Fargo (215 km südsüdöstlich) und North Dakotas Hauptstadt Bismarck (402 km südwestlich).
Die Grenze zu Kanada befindet sich 80,2 km nördlich.

## Verkehr
Der North Dakota Highway 17 führt in West-Ost-Richtung als Hauptstraße durch das Stadtgebiet von Park River. Alle weiteren Straßen innerhalb des Stadtgebiets sind untergeordnete Landstraßen, teils unbefestigte Fahrwege sowie innerörtliche Verbindungsstraßen.
Durch Park River verläuft eine Eisenbahnstrecke der BNSF Railway.
Mit dem Park River Airport-W. C. Skjerven Field befindet sich an der westlichen Stadtgrenze ein kleiner Flugplatz. Die nächstgelegenen größeren Flughäfen sind der Grand Forks International Airport (95 km südöstlich), der Hector International Airport in Fargo (210 km südsüdöstlich) und der Winnipeg James Armstrong Richardson International Airport (205 km nordnordöstlich).

## Bevölkerung
Nach der Volkszählung im Jahr 2010 lebten in Park River 1403 Menschen in 643 Haushalten. Die Bevölkerungsdichte betrug 249,6 Einwohner pro Quadratkilometer. In den 643 Haushalten lebten statistisch je 2,07 Personen.
Ethnisch betrachtet setzte sich die Bevölkerung zusammen aus 97,0 Prozent Weißen, 1,3 Prozent amerikanischen Ureinwohnern, 0,2 Prozent Asiaten sowie 0,4 Prozent aus anderen ethnischen Gruppen; 1,1 Prozent stammten von zwei oder mehr Ethnien ab. Unabhängig von der ethnischen Zugehörigkeit waren 2,4 Prozent der Bevölkerung spanischer oder lateinamerikanischer Abstammung.
21,2 Prozent der Bevölkerung waren unter 18 Jahre alt, 51,3 Prozent waren zwischen 18 und 64 und 27,5 Prozent waren 65 Jahre oder älter. 51,0 Prozent der Bevölkerung war weiblich.
Das mittlere jährliche Einkommen eines Haushalts lag bei 40.500 USD. Das Pro-Kopf-Einkommen betrug 26.105 USD. 13,3 Prozent der Einwohner lebten unterhalb der Armutsgrenze.

## Bekannte Bewohner
- Roger Allin (1848–1936) – von 1895 bis 1897 vierter Gouverneur von North Dakota[7] – lebte und wirkte jahrelang in Park River und ist hier beigesetzt[8]
- Dave Elman (1900–1967) – Hypnotiseur und Autor – geboren in Park River